# Mistrovství světa v šermu 2014
Mistrovství světa v šermu za rok 2014 se konalo v Kazani v Rusku ve dnech 15. až 23. července.

## Výsledky mužů
|                     | Zlato                                                                           | Stříbro                                                                 | Bronz                                                                       | Bronz                                                                       |
| ------------------- | ------------------------------------------------------------------------------- | ----------------------------------------------------------------------- | --------------------------------------------------------------------------- | --------------------------------------------------------------------------- |
| Šerm kordem         | Ulrich Robeiri (FRA)                                                            | Pak Kjong-tu (KOR)                                                      | Gauthier Grumier (FRA)                                                      | Enrico Garozzo (ITA)                                                        |
| Šerm fleretem       | Alexej Čeremisinov (RUS)                                                        | Ma Ťien-fej (CHN)                                                       | Timur Safin (RUS)                                                           | Enzo Lefort (FRA)                                                           |
| Šerm šavlí          | Nikolaj Kovaljov (RUS)                                                          | Ku Pon-kil (KOR)                                                        | Tiberiu Dolniceanu (ROU)                                                    | Alexej Jakimenko (RUS)                                                      |
| Družstvo kordistů   | Francie (FRA) Gauthier Grumier Daniel Jérent Jean-Michel Lucenay Ulrich Robeiri | Jižní Korea (KOR) Čong Čin-son Kwon Jung-čun Pak Kjong-tu Pak Sang-jong | Švýcarsko (SUI) Peer Borsky Max Heinzer Fabian Kauter Benjamin Steffen      | Švýcarsko (SUI) Peer Borsky Max Heinzer Fabian Kauter Benjamin Steffen      |
| Družstvo fleretistů | Francie (FRA) Erwann Le Péchoux Enzo Lefort Julien Mertine Vincent Simon        | Čína (CHN) Čchen Chaj-wen Lej Šeng Ma Ťien-fej Š' Ťia-luo               | Itálie (ITA) Valerio Aspromonte Giorgio Avola Andrea Baldini Andrea Cassarà | Itálie (ITA) Valerio Aspromonte Giorgio Avola Andrea Baldini Andrea Cassarà |
| Družstvo šavlistů   | Německo (GER) Max Hartung Nicolas Limbach Matyas Szabó Benedikt Wagner          | Jižní Korea (KOR) Ku Pon-kil Kim Čong-hwan O Un-sok Won U-jong          | Maďarsko (HUN) Tamás Decsi Csanád Gémesi András Szatmári Áron Szilágyi      | Maďarsko (HUN) Tamás Decsi Csanád Gémesi András Szatmári Áron Szilágyi      |

## Výsledky žen
|                      | Zlato | Stříbro                                                                                    | Bronz                                                                                            | Bronz                                                                                            |
| -------------------- | --- | ------------------------------------------------------------------------------------------ | ------------------------------------------------------------------------------------------------ | ------------------------------------------------------------------------------------------------ |
| Šerm kordem          | Rossella Fiamingová (ITA)                                                                                     | Britta Heidemannová (GER)                                                                  | Jana Šemjakinová (UKR)                                                                           | Erika Kirpuová (EST)                                                                             |
| Šerm fleretem        | Arianna Errigová (ITA)                                                                                        | Martina Batiniová (ITA)                                                                    | Inès Búbakríová (TUN)                                                                            | Valentina Vezzaliová (ITA)                                                                       |
| Šerm šavlí           | Olha Charlanová (UKR)                                                                                         | Mariel Zagunisová (USA)                                                                    | Jana Jegorjanová (RUS)                                                                           | Jekatěrina Ďjačenková (RUS)                                                                      |
| Družstvo kordistek   | Rusko (RUS) Taťjana Gudkovová Violetta Kolobovová Ljubov Šutovová Jana Zverevová                              | Estonsko (EST) Julija Běljajevová Irina Embrichová Erika Kirpuová Kristina Kuusková        | Itálie (ITA) Bianca Del Carrettová Rossella Fiamingová Francesca Quondamcarlová Mara Navarriaová | Itálie (ITA) Bianca Del Carrettová Rossella Fiamingová Francesca Quondamcarlová Mara Navarriaová |
| Družstvo fleretistek | Itálie (ITA) Martina Batiniová Elisa Di Franciscaová Arianna Errigová Valentina Vezzaliová                    | Rusko (RUS) Julija Birjukovová Inna Deriglazovová Larisa Korobejnikovová Diana Jakovlevová | Francie (FRA) Gaëlle Gebetová Astrid Guyartová Corinne Maîtrejeanová Ysaora Thibusová            | Francie (FRA) Gaëlle Gebetová Astrid Guyartová Corinne Maîtrejeanová Ysaora Thibusová            |
| Družstvo šavlistek   | Spojené státy americké (USA) Ibtihaj Muhammadová Anne-Elizabeth Stoneová Dagmara Wozniaková Mariel Zagunisová | Francie (FRA) Cécilia Berderová Saoussen Boudiafová Manon Brunetová Charlotte Lembachová   | Ukrajina (UKR) Olha Charlanová Alina Komaščuková Olena Voroninová Olha Žovnirová                 | Ukrajina (UKR) Olha Charlanová Alina Komaščuková Olena Voroninová Olha Žovnirová                 |

## Pořadí národů
|     | Země                         | Zlato | Stříbro | Bronz | Celkem |
| --- | ---------------------------- | ----- | ------- | ----- | ------ |
| 1.  | Itálie (ITA)                 | 3     | 1       | 4     | 8      |
| 1.  | Rusko (RUS)                  | 3     | 1       | 4     | 8      |
| 3.  | Francie (FRA)                | 3     | 1       | 3     | 7      |
| 4.  | Německo (GER)                | 1     | 1       | 0     | 2      |
| 4.  | Spojené státy americké (USA) | 1     | 1       | 0     | 2      |
| 6.  | Ukrajina (UKR)               | 1     | 0       | 2     | 3      |
| 7.  | Jižní Korea (KOR)            | 0     | 4       | 0     | 4      |
| 8.  | Čína (CHN)                   | 0     | 2       | 0     | 2      |
| 9.  | Estonsko (EST)               | 0     | 1       | 1     | 2      |
| 10. | Maďarsko (HUN)               | 0     | 0       | 1     | 1      |
| 10. | Rumunsko (ROU)               | 0     | 0       | 1     | 1      |
| 10. | Švýcarsko (SUI)              | 0     | 0       | 1     | 1      |
| 10. | Tunisko (TUN)                | 0     | 0       | 1     | 1      |

## Česká reprezentace
- Kord mužů – Pavel Pitra, Jiří Beran, Martin Čapek, Richard Pokorný
- Fleret mužů – Alexander Choupenitch (čtvrtfinále), Jan Krejčík, Václav Kundera, Jiří Kurfürst
- Šavle mužů – Jan Hoschna

- Kord žen – bez zastoupení
- Fleret žen – Andrea Bímová
- Šavle žen – Klára Hanzlíková